# Vlag van Nagasaki

Vlag van Nagasaki (ratio 2:3)

Onofficiële vlag van het prefecturale werknemersvereniging, dat tot 1991 werd vervangen. (ratio 2:3)

De prefecturale vlag van Nagasaki bestaat uit een wit vlak met een lichtblauw gestileerd letter N in de vorm van een duif. Deze symboliseert vrede. De lichtblauwe kleur suggereert de heldere zee en lucht. De langwerpige bolvorm van de prefecturale embleem staat voor de aarde en de internationaliteit. De prefecturale vlag werd op 30 augustus 1991 aangenomen.
Net als bij de vlag van Ōita zijn er twee soorten vlaggen, één met de naam van de prefectuur in het Japans, en één zonder, maar beide vlaggen worden in de statuten gedefinieerd als officiële vlaggen van de prefectuur.